# Троян (Хасковская область)
Троян (болг. Троян) — село в Болгарии. Находится в Хасковской области, входит в общину Симеоновград. Население составляет 256 человек.
Село находится в 6 км северо-восточнее административного центра общины — города Симеоновграда.

## Политическая ситуация
В местном кметстве Троян, в состав которого входит Троян, должность кмета (старосты) исполняет Петко Борисов Добрев (Граждане за европейское развитие Болгарии (ГЕРБ)) по результатам выборов правления кметства.
Кмет (мэр) общины Симеоновград — Милена Георгиева Рангелова (Демократы за сильную Болгарию (ДСБ)) по результатам выборов в правление общины.